# اقتصاد السوق
اقتصاد السوق هو النظام الاقتصادي الذي تعتمد وفقه قرارات الاستثمار والإنتاج والتوزيع على مؤشرات الأسعار التي تخلقها قوى العرض والطلب. يُعد وجود أسواق عناصر الإنتاج إحدى أبرز سمات اقتصاد السوق، وتلعب تلك الأسواق دورًا رئيسًا في تخصيص السلعة الرأسمالية وعوامل الإنتاج.
تتدرج اقتصادات السوق من الأقل تنظيمًا، كالسوق الحر وأنظمة الاقتصاد القائمة على مبدأ عدم التدخل، حيث ينحصر نشاط الدولة في توفير السلع العامة والخدمات العمومية وحماية الملكية الخاصة، إلى نماذج قائمة على التدخل الاقتصادي حيث تلعب الحكومة دورًا نشطًا في تصحيح إخفاقات السوق ودعم الرعاية الاجتماعية. يمتاز الاقتصاد التوجيهي أو الموجه من طرف الدولة بدور الدولة التوجيهي في قيادة النمو الكلي للسوق عبر تنمية وتطوير السياسة الصناعية أو التخطيط التأشيري مثلًا -توجّه الاقتصاد لكنها لا تحلّ محل التخطيط الاقتصادي- وهو نموذج من الاقتصاد يُشار إليه أحيانًا بالاقتصاد المختلط.
تختلف اقتصادات السوق عن الاقتصاد المخطط مركزيًا انطلاقًا من قرارات الاستثمار والإنتاج التي تندرج ضمن خطة اقتصادية تغطي اقتصاد الدولة الإجمالي. في الاقتصاد المخطط مركزيًا، يشكّل التخطيط الاقتصادي آلية التخصيص الرئيسة بين الشركات بدلًا من الأسواق، وتكون ملكيّة وسائل الإنتاج لجهازٍ مؤسساتي واحد مسؤول عن تشغيلها.

## الخصائص

### العرض والطلب

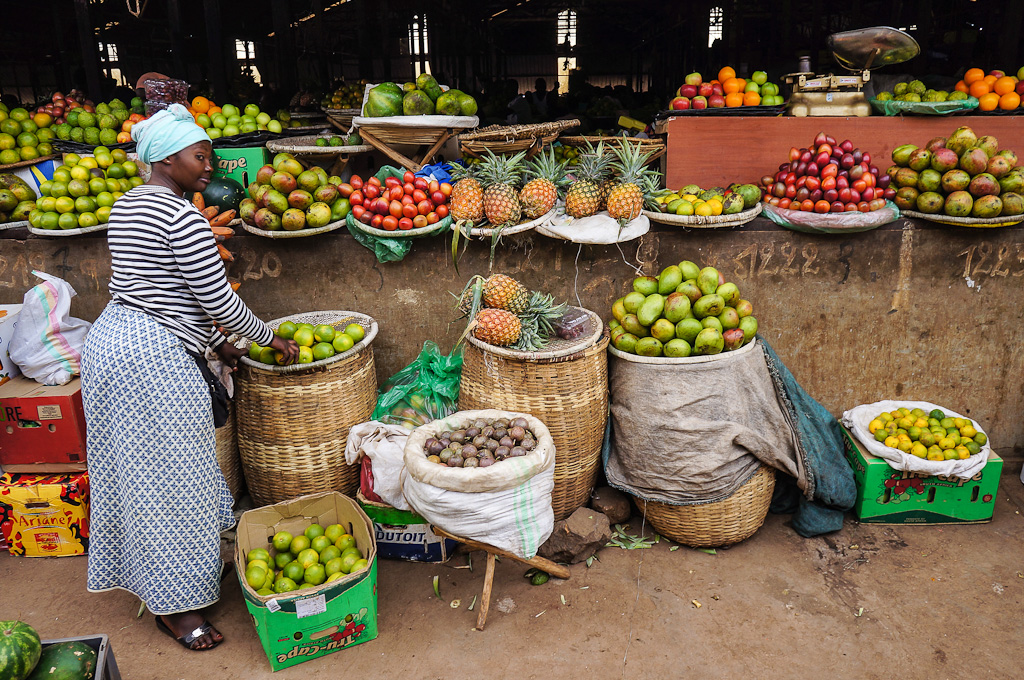
صورة تظهر أحد المعروضات الغذائية في الأسواق.

يعتمد اقتصاد السوق على نظام تسعيري للإشارة إلى الجهات الفعالة في السوق لتعديل الإنتاج والاستثمار. يعتمد وضع الأسعار على التفاعل بين العرض والطلب للوصول إلى حالة توازن أو حالة قريبة منها يصل فيها سعر الوحدة من سلعة أو خدمة ما إلى نقطة تتساوى فيها كمية الطلب والعرض.
يمكن للحكومات أن تتدخل عن طريق تحديد حد أعلى أو أدنى للأسعار في أسواق معينة (مثل قوانين الحد الأدنى للأجور في سوق العمل)، أو استخدام السياسة المالية لتثبيط سلوك معين يقوم به المستهلكون، أو معالجة الآثار الخارجية للسوق الناتجة عن صفقات معينة (ضرائب بيجوفيان). توجد وجهات نظر مختلفة فيما يتعلق بدور الحكومة في تنظيم وتوجيه اقتصاديات السوق وفي معالجة عدم المساواة الاجتماعية الناتجة عن الأسواق. يتطلب اقتصاد السوق بشكل أساسي أن يكون نظام التسعير المتأثر بالعرض والطلب الآلية الأساسية لتخصيص الموارد بغض النظر عن مستوى التنظيم.

### حقوق الملكية
على الحكومات وضع حقوق ملكية واضحة وقابلة للتنفيذ للأصول والسلع الرأسمالية لضمان عمل اقتصاديات السوق بكفاءة. على أي حال، لا تعني حقوق الملكية حقوق الملكية الخاصة على وجه الخصوص، ولا تقتصر اقتصاديات السوق مسبقًا وجود الملكية الخاصة لوسائل الإنتاج. عادة ما تتضمن اقتصاديات السوق أنواعًا مختلفة من الجمعيات التعاونية والمشاريع المستقلة المملوكة من قبل الدولة التي تحتاج إلى السلع الرأسمالية والمواد الخام في أسواق رأس المال. تستخدم الشركات نظام تسعير حر يحدده السوق لرصد العمالة والسلع الرأسمالية. بالإضافة إلى ذلك، توجد أشكال متنوعة لاشتراكية السوق، إذ تكون فيها غالبية أصول رأس المال مملوكة اجتماعيًا وتوزع الأسواق الموارد بين الشركات المملوكة مجتمعيًا. تتنوع هذه النماذج بين أنظمة تعتمد على شركات مملوكة من قبل موظفيها ذات إدارة ذاتية ومجموعة من الملكيات العامة لوسائل الإنتاج مع سوق عناصر الإنتاج.

## الرأسمالية
الرأسمالية هي نظام اقتصادي يمتاز بالملكية الخاصة لوسائل الإنتاج، إما كليًا أو إلى حدّ كبير، وتشغيلها بهدف تحقيق الربح المادي، وهيكلة الاقتصاد بناءً على عملية تراكم رأس المال. في الأنظمة الرأسمالية عمومًا، تحدد الأسواق -المنظمة وغير المنظمة- الاستثمار والتوزيع والدخل والأسعار.
هناك أشكال مختلفة للرأسمالية، وتختلف في كل واحدة منها علاقة النظام الاقتصادي بالأسواق. في الأنظمة الرأسمالية التي ترتكز على مبدأ عدم التدخل والسوق الحر، يعمل السوق بالحدود الدنيا من تدخل الدولة، أو حتى غياب التدخل كليًا، وبالحدود الدنيا من تنظيم وضبط الأسعار وعروض السلع والخدمات، أو حتى بدون هذا التنظيم. في أنظمة الاقتصاد المختلط والرأسمالية الرفاهية أو الأنظمة القائمة على التدخل الاقتصادي، تستمر السوق في لعب دورها السائد، لكنها تخضع لتنظيم وضبط الحكومة إلى حد ما بهدف تصحيح عجز أو فشل الأسواق، أو بهدف دعم الرفاه الاجتماعي. في نظام رأسمالية الدولة، تعتمد الأسواق على أقل أشكال التدخل، بينما تعتمد الدولة بشدة على التخطيط التأشيري و/أو المؤسسات المملوكة للدولة بهدف تراكم رأس المال.
لا تزال الرأسمالية النظام الاقتصادي المهيمن على العالم الغربي منذ نهاية الإقطاعية. على أي حال، يدعي البعض أن مصطلح الاقتصاد المختلط يصف أغلب الاقتصادات المعاصرة بدقة أكبر جراء اعتماد تلك الاقتصادات على المنشآت المملوكة لكلّ من القطاع الخاص والدولة. في النظام الرأسمالي، تحدّد الأسعار حجم العرض والطلب. يؤدي الطلب المرتفع على سلع وخدمات معينة إلى ارتفاع أسعارها، بينما يؤدي الطلب المنخفض إلى انخفاض الأسعار.

### رأسمالية السوق الحر
نظام السوق الحر الرأسمالي هو نظام اقتصادي تُحرر على إثره أسعار السلع والخدمات، وتخضع لقوى العرض والطلب مما يتيح تحقيق نقطة التوازن بدون تدخلٍ للدولة عبر السياسات الحكومية. يستلزم السوق الحر دعم الأسواق شديدة التنافسية والملكية الخاصة للمشاريع الإنتاجية. يُعتبر الاقتصاد القائم على مبدأ عدم التدخل نموذجًا أكثر شمولًا لاقتصاد السوق الحر، حيث يقتصر دور الدولة على حماية حقوق الملكية.

### رأسمالية عدم التدخل
يرادف عدم التدخل ما يُطلق عليه اليوم اقتصاد السوق الحر الرأسمالي الصارم الذي برز خلال أوائل ومنتصف القرن التاسع عشر، باعتباره أحد مُثل الليبرالية الكلاسيكية واجبة التحقيق. من المتفق عليه أن العناصر الضرورية لعمل السوق الحر المثالي تشمل الغياب التام للتنظيم الحكومي والإعانات المالية وضغوطات السعر الاعتباري (أو سعر الظل) واحتكارات المنح الحكومية (غالبًا ما يصنفها أنصار السوق الحر تحت مسمى الاحتكار الإلزامي)، بالإضافة إلى غياب الضرائب والتعريفات الجمركية باستثناء ما يلزم الحكومة منها لتوفير الحماية من الإكراه والسرقة والحفاظ على السلم وحقوق الملكية، وتوفير السلع العمومية الأساسية. يرى الليبرتاريون اليمينيون أنصار اللاسلطوية الرأسمالية أن الدولة غير شرعية أخلاقيًا وغير ضرورية اقتصاديًا، بل مدمّرة أيضًا. على الرغم من الارتباط الشائع بين مبدأ عدم التدخل والرأسمالية، يوجد نظام يميني مشابه يعتمد مبدأ عدم التدخل، ويُطلق عليه اسم لاسلطوية السوق الحر أو لاسلطوية السوق اليسارية أو اشتراكية السوق الحر لتمييزه عن رأسمالية عدم التدخل. وهكذا، يدعي نُقّاد مبدأ عدم التدخل أن النظام القائم على هذا المبدأ حقيقةً هو نظام اشتراكي تحرري مناهض للرأسمالية بالضرورة.

### رأسمالية الرفاهية
رأسمالية الرفاهية هي نظام اقتصادي رأسمالي يشمل السياسات العامة المؤيدة للأحكام التي توفر خدمات الرفاه الاجتماعي. تشمل الآلية الاقتصادية لهذا النظام سوقًا حرًا وسيادة المشاريع والمنشآت الاقتصادية ذات الملكية الخاصة، بالتزامن مع توفير خدمات الرفاه العالمية الساعية إلى تعزيز استقلال الأفراد وتحقيق أكبر قدرٍ من التكافؤ. يُعد النموذج النوردي (نموذج الشمال الأوروبي) للرأسمالية السائدة في أوروبا الشمالية أحد الأبرزة المعاصرة عن رأسمالية الرفاهية.

### نماذج إقليمية

#### النموذج الأنجلو-سكسوني
تُعد الرأسمالية الأنجلو-سكسونية أحد أشكال الرأسمالية السائدة في الدول الناطقة بالإنجليزية، وتتجسد بوضوح في اقتصاد الولايات المتحدة الأمريكية. يختلف هذا النموذج عن نماذج الرأسمالية الأوروبية، كاقتصاد السوق الاجتماعي في القارة الأوروبية ونموذج الشمال الأوروبي. تشير الرأسمالية الأنجلو-سكسونية إلى نظام قائم على سياسات الاقتصاد الكلي، وبنية سوق رؤوس الأموال السائدة في اقتصادات الدول الناطقة بالإنجليزية. من سمات النموذج الأنجلو-سكسوني معدلات الضرائب المنخفضة والأسواق المالية الأكثر انفتاحًا، وانخفاض مستوى حماية الأجور في سوق العمل، ونموذج أقل سخاءً من دولة الرفاهية، بالإضافة إلى تجنّب خطط المفاوضة المشتركة بين الموظفين وأرباب العمل، والموجودة في نموذجي الرأسمالية الشمالي والأوروبي.

#### نموذج شرق آسيا
يشمل نموذج رأسمالية شرق آسيا دورًا فعالًا للاستثمار الحكومي، ومؤسسات القطاع العام في بعض الأحيان. تنخرط الدولة في دورٍ نشط لتحفيز التنمية الاقتصادية عبر تقديم إعانات مالية وتسهيل الشركات الوطنية العملاقة، واعتماد نموذج نمو قائم على الصادرات. تختلف التطبيقات الفعلية لهذا النموذج حسب البلد، وينطبق هذا النموذج على اقتصادات الصين واليابان وسنغافورة وكوريا الجنوبية وتايوان وفيتنام.
في علم الاقتصاد السياسي، يُستخدم مصطلح متعلقٌ باقتصاد شرق آسيا الرأسمالي، هو الدولة التنموية.

## الاشتراكية
اشتراكية السوق هي نموذج من اقتصاد السوق ذي الملكية الاجتماعية لوسائل الإنتاج. في اقتصاد السوق الاشتراكي، تعمل الشركات وفق أحكام العرض والطلب بهدف تعظيم الربح، لكن الاختلاف الرئيس بين اشتراكية السوق والرأسمالية هو أن الأرباح في الأولى تتراكم لصالح المجتمع ككل، وليس لأصحاب الملكيات الخاصة.
تختلف الاشتراكية عن اشتراكية السوق بعلامة فارقة هي وجود سوق لعوامل الإنتاج ومعيار ربحيّة المشاريع والمنشآت التجارية. بالإمكان استخدام الأرباح المأخوذة من المنشآت ذات الملكية العامة في شتى الطرق للاستثمار مجددًا في مزيدٍ من الإنتاج، وبالتالي تمويل الحكومة والخدمات الاجتماعية مباشرة، أو توزيع الأرباح على عامة الجماهير عبر العائد الاجتماعي أو نظام الراتب الأساسي.
يدعي أنصار اشتراكية السوق، كياروسلاف فانيِك، أن الأسواق الحرة حقًا غير قابلة للوجود في ظلّ الملكية الخاصة للأملاك الإنتاجية. يؤكد فانيك على أن الاختلافات الطبقية وتفاوت الدخل والسلطة الناجم عن الملكية الخاصة هي ما تدفع بالطبقة المسيطرة إلى تحقيق مصالحها عبر حرف السوق لصالحها، إما عن طريق الاحتكار والتحكّم في السوق، أو عبر استخدام ثروتها ومواردها لسنّ تشريعات حكومية تفيد مشاريعها التجارية الخاصة.

## اقتصاد السوق الاجتماعي

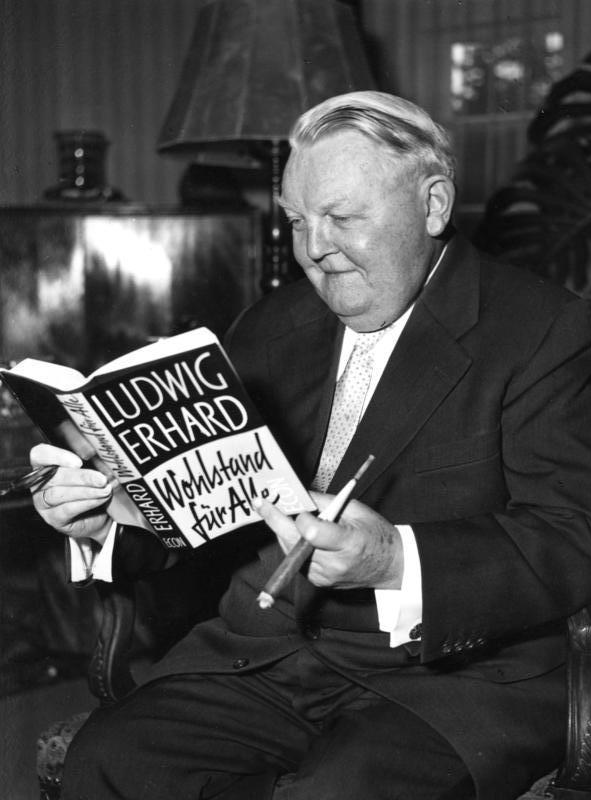
لودفيغ إيرهارت 1957 ماسكا كتابه "الرخاء للجميع".

هو نموذج اقترحه الألمانيان ألفريد أرماك ولودفيغ إيرهارت يجمع بين اقتصاد السوق الحر، مثل قدرة اقتصاده متطورة عالية الكفاءة وتوفير المنتجات، وفي نفس الوقت تلافي مساوئ طرق المنافسة الشرسة وعدم السماح بالانفراد بتصنيع المنتجات (منع الاحتكار) ومن استغلال العاملين وذلك عن طريق السماح بتكوين نقابات عمال قوية وعدم السماح لعمليات تجارية تسيئ إلى النظام الاجتماعي. فالغرض من اقتصاد السوق الاجتماعي هو تحقيق أكبر مستوى للرخاء مع تأمين المجتمع والعاملين. وفي ظل هذا النظام لاقتصاد السوق الاجتماعي لا تتصرف الحكومة سلبيا كما هو في اقتصاد السوق الحر، وإنما تتدخل الحكومة على هامش مجرى الاقتصاد الذي يكون إلى أبعد الحدود في القطاع الأهلي المدني، مثل تحفيز النشاط الاقتصادي، وضع سياسات تضمن منافسة أمينة سليمة، وسياسات اجتماعية تخص العاملين والمواطنين. "
ويقر وزير الاقتصاد السابق في ألمانيا - وكان قد زار مصر في الستينيات من القرن الماضي بغرض تقديم اقتراحات إلى الحكومة المصرية آنذاك - يقر لودفيغ إيرهارد أن السوق من نفسه اجتماعي. ويوضح تلك الفكرة بتأكيده على أن الاقتصاد يكون أكثر اجتماعيا كلما زادت حريته.
أما ألفريد أرماك فهو يرى في اقتصاد السوق الاجتماعي أنه «يحاول الجمع بين مثالية العدالة، والحرية، والنمو الاقتصادي في أنظومة متوازنة معقولة» 
التطبيق:
منذ نهاية الحرب العالمية الثانية التي خرجت منها ألمانيا مدمرة تماما، اتبعت اقتصاد السوق الاجتماعي الذي وضعه لودفيج إيرهار، فأسس المجتمع المدني شركات تساهمية للإنتاج وإعادة البناء تعززها في ذلك المصارف والبنوك، نعرف منها اليوم شركات مثل مرسيدس بنز وفولكسفاجن وباير للأدوية والصناعات الكيميائية، وشركات مساهمة للحديد والصلب مثل كروب وسيمنز وغيرها... حتى إنتاج الكهرباء تقوم به شركات مساهمة أهلية تمتلك نحو 19 مفاعلا نوويا لإنتاج الكهرباء. ولكن كل هذا ليس إلا الجزء الصغير مما يظهر من جبل الثلج فمعظمه تحت الماء. إذ تعززها شركات أهلية تبدأ صغيرة ربما ب 5 أشخاص وتكبر وتنمو مع الأيام والسنين لتحوي بعد ذلك 200 عامل مثلا. تقوم تلك الشركات المتوسطة بإنتاج قطع تحتاجها المصانع الكبيرة فتشتريها منهم مرسيدس مثلا وتركبها في سياراتها من ضمنها الزجاج مثلا أو جلود الكراسي أو زيوت التشحيم أو الإطارات. وتقوم تلك الشركات المساهمة المتوسطة أيضا بإنتاج العديد من المنتجات التي يحتاجها الأفراد كالصابون، ومعلبات الغذاء، والزجاج، والأثاث، والبلاط، والخزف، السيراميك والكتب والأدوات اليدوية، وبالطبع أيضا شركات الخدمات والتسويق وغيرها. وفي الشركات المتوسطة الأهلية يعمل أكثر العاملين فهو الضمان للعمالة ووجود فرص العمل في ألمانيا.
في الأزمات الاقتصادية حيث تسرح الشركات والمصانع بعضا من عامليها بغرض التوفير، فيكثر عدد العاطلين، وهنا تشجع الحكومة الأشخاص على إنشاء مشروعات صغيرة يرتزقون منها وتكون بمثابة شركة صغيرة يمكن أن تنجح في السوق فتكبر ويزداد عدد العاملين فيها. وتشجيع الحكومة يأتي في صورة قروض صغيرة أو متوسطة بفائدة قليلة بحيث تتيح للأفراد التشجع ودخول سوق المنافسة. سواء في تأسيس شركات لصيد الأسماك أو النقل، أو الزراعة، أو فتح محل تجاري، وكلها تحتاج المجهود الشخصي الدائب، فيتمكن الناجح منهم من إعالة أسرته وقد تنشأ ويكبر المشروع ويستطيع تعيين آخرين من العاطلين.

## دينيًا
ربط عدد كبير من الفلاسفة وعلماء اللاهوت بين اقتصاديات السوق والقيم التوحيدية. وصف ميخائيل نوفاك الرأسمالية بأنها مرتبطة بشكل وثيق بالكاثوليكية، لكن ربط ماكس فيبر بين الرأسمالية والبروتستانتية. قال الاقتصادي جيفري ساكس أن الخصائص الشفائية لليهودية كانت مصدر الإلهام الخاص به ليمارس عمله. يربط الحاخام الأكبر اللورد جوناثان ساكس من الكنيس المتحد بين الرأسمالية الحديثة والفكرة اليهودية عن العجل الذهبي.

### المسيحية
في الإيمان المسيحي، أيدت حركة لاهوت التحرير مشاركة الكنيسة في رأسمالية سوق العمل. شارك العديد من الكهنة والراهبات في منظمات العمل بينما انتقل آخرون إلى الأحياء الفقيرة للعيش بين الفقراء. فُسر الثالوث على أنه نداء لتحقيق العدالة الاجتماعية والقضاء على الفقر. على أي حال، كان البابا نشيطًا للغاية في انتقاده لحركة لاهوت التحرير. كان قلقًا بشكل خاص بشأن التداخل المتزايد بين المسيحية والماركسية. أغلق المؤسسات الكاثوليكية التي كانت تدرّس لاهوت التحرير وفصل بعض ناشطيها من الكنيسة.

### البوذية
تطرق إيرنست فريتز شوماخر المنهج البوذي الخاص باقتصاد السوق في مقالته لعام 1966 بعنوان «الاقتصاد البوذي». أكد شوماخر أن اقتصاد السوق الذي يتبع المبادئ البوذية سيلبي حاجات الناس بنجاح أكبر. أكد على أهمية أو متابعة المهن التي تلتزم بالتعاليم البوذية. أصبحت المقالة مطلوبة للقراءة لاحقًا ضمن صف درّسته كلير براون في جامعة كاليفورنيا بيركلي.